# 라홀름시

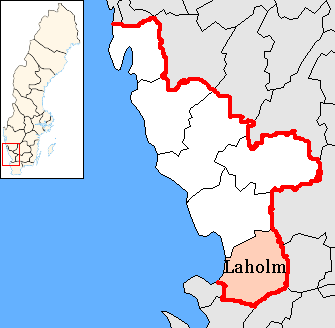
라홀름 시의 위치

라홀름시(스웨덴어: Laholms kommun)는 스웨덴 할란드주에 위치한 지방 자치체로 행정 중심지는 라홀름이며 면적은 963.38km2, 인구는 24,664명(2016년 12월 31일 기준), 인구 밀도는 26명/km2이다.

시 문장